# Praktischer Idealismus: Adel
Praktischer Idealismus: Adel er første del af grev Koudenhove-Kalergis bog: Praktischer Idealismus, som blev udgivet i Wien i november 1925. Adel blev skrevet i 1922. 
Den efterfølges af Teknikkens Forsvarstale fra 1922 og Pacifisme fra 1924. Under opslaget Praktischer Idealismus finder du sammendrag m.m.

## Om land-og bymennesker

### Landmenneske – bymenneske
Grev Coudenhove-Kalergi tager udgangspunkt i landmennesker som bærere af traditionen. De er forankret i naturen. Derfor er deres religion en naturreligion, deres kristendom mere en overtro, en tro på naturen, dens kraft og menneskets underlegenhed. 
Landmenneskerne er knyttet til naturen der hvor de lever. Der er derfor stor forskel på landmenneskerne fra det ene og det andet sted. De findes i alle varianter fra stenaldersamfund til de som til forveksling ligner bymennesker. 
Landmennesker er konservative, irrationelle, men konkrete. 
Bymennesker er udbrydere. De tog et opgør med landet. Bymennesker fra forskellige byer ligner hinanden langt mere end landmennesker ligner hinanden. 
Kultur giver bymennesker det, som landmennesker får af naturen. 
I byen brydes impulserne fra landet. Bymenneskernes liv er mere mekanisk, abstrakt og intellektuelt. 
"Det typiske bymenneske forbinder kristelig moral med ureligiøs skepsis, med rationalistisk materialisme og mekanistisk ateisme. Den deraf følgende verdensanskuelse er socialisme: den moderne storbyreligion." 
Til slut i kapitlet sætter grev Coudenhove-Kalergi nogle af modsætningerne op i stikordsform: 
- Rød og grøn internationale
- Industrialisme og landbrug
- Fremskridt og reaktion
- Jødedom og antisemitisme
- Herrerace og Blod og ære.

### Junker – Litterat
"Modsætningerne mellem land- og bymenneske polariseres i junkeren og litteraten. Junkeren er typisk officer og litteraten er typisk journalist."
Junkeren repræsenterer viljesadelen, litteraten åndsadelen. Junkeren, født som han er af landet, er mistroisk overfor alt moderne: Storbyen, demokratiet, socialismen, internationalismen og foragter bymenneskerne, frem for alt de jødiske litterater og journalister. Han sætter sin lid til blod og ære og sine forfædres verdensanskuelse.
"Litteraten er fremskridtsvenlig, skeptiker, åndsrig, mangefacetteret, bevægelig. Han er eudæmonist, rationalist, ateist, socialist, materialist. Han overvurderer ånden, undervurderer krop og karakter…"
Disse to forstår ikke hverandre, de bekæmper hverandre og hader hverandre. Men hver for sig er de ekstreme. "… blodadelens højdepunkt er Grand Seigneur, åndsadelen er geniet". 
Goethe og Cæsar er eksempler på personligheder, som har formået at forene begge sider i sig. 
Det gamle Egypten er et eksempel på en statsdannelse, hvor præster og konger respekterede hverandres stærke sider og i samarbejde frembragte de storslået kultur.

### Gentleman – Boheme
Byggende på land- og bymennesket fortsætter grev Coudenhove-Kalergi sin tankerække: I det mest konservative land i Europa, England, opstod ud fra blodsadelen idealet om gentlemanden. Han repræsenterer i grev Coudenhove-Kalergis verdensbillede landmennesket. 
I Europas mest revolutionære land, Frankrig, opstod ud fra åndsadelen idealet bohemen. Begge har befriet sig fra den ligegyldige borgerlighed. Den første ved hjælp af stil, den anden ved hjælp af temperament. 
Tyskland ejer hverken stil eller temperament. Dermed blev idealerne virkeliggjort i digtningen. Sigfriedidealet fandt sit udtryk i den preusiske officer. Faustidealet fandt sit udtryk i den skolede, i professoren. 
Selv om Tyskland har været meget stolt af begge typer, så er de ensidige og har sine klare begrænsninger. Skal Tyskland kunne udvikle sig videre, må idealerne først fornyes. Handlekraften må gå ud over det rent militære og ind i det politisk/sociale. Det videnskabelige snæversyn må vige pladsen for syntetisk digter-tænkning. 
Det nittende århundrede gav Tyskland to helte. En handlingens mand, Bismarck, og en genial åndkapacitet: Goethe. Hvis Tyskland passer godt på disse to, kunne der skabes en ny livsstil ud fra dem som brændpunkter. Idealer som kunne blive gentlemanden og bohémen jævnbyrdige. 

### Indavl – Krydsning
Landmennesker er som regel resultatet af en eller anden grad af indavl. Den ene ligner den anden og plejer sine erhverv, sin familie og sit folk uforandret gennem generationer. Grev Coudenhove-Kalergi karakteriserer dem på følgende måde: Troskab, ærbarhed, familiesammenhold, folketilhørighed, bestandighed, stivsind, energi, fordomsfuld og snæversynet.
I byen derimod mødes racer og blandes. De ligner derfor ikke sine forældre og kendetegnes ved: Karaktersvaghed, hæmningsløshed, viljessvaghed, æresløshed, troløshed. De er objektive, bevægelige og fordomsfrie. 
"Indavl styrker karakteren og svækker ånden – krydsning svækker karakteren og styrker ånden."

### Hedensk og kristen mentalitet
Orienten er kristen og kultiveret og har kærlighed og den hengivne helgen som idealer, mens vesten er hedensk og rå og dyrker handlingen og den sejrende helt. 
"Europæisk etik og moral er i grund og bund jødisk. Den eneste hedenske tænker i Europa var Nietzsche. Alle andre var wahljuden."
"Kristendom og socialisme er begge (jødiske) forsøg på at etablere Guds rige på jord. For to tusinde år siden var de urkristne, ikke farisæerne eller saddukæerne, den mosaiske traditions arvinger og fornyere. I dag er det hverken zionister eller kristne, men socialismens jødiske førere: For de vil eliminere kapitalismens arvesynd med den højeste selvfornægtelse. De vil løse menneskene fra uret, overmagt og slaveri og forvandle verden til et jordisk paradis." 
Disse vor tids jødiske profeter, som forbereder en ny verdensepoke, har overalt fokus på det etiske: I politik, religion, filosofi og kunst. Fra Moses til Weininger har etik altid været den jødiske filosofis hovedproblem. Den etiske grundindstilling til verden er en af grundene til det jødiske folks unikke storhed – men det er også grunden til at jøder, som mister sin tro på etikken, står i fare for at forfalde til kynisk egoisme. Andre mennesker i samme situation falder ikke så langt. De bliver båret af sine ridderlige værdier og fordomme (æresmand, gentleman, kavaler osv.)
Det som adskiller jøderne fra gennemsnits-bymennesker er at de er indavlede. Karakterstyrke sammen med skarpe åndsevner prædestinerer de mest fremragende jøder til at blive førere for den urbane menneskehed. Til at blive falske som ægte åndsaristokrater, til pådrivere for kapitalismen såvel som revolutionen.»

## Adelens krise

### Åndsherredømme i stedet for sværd-herredømme
"Vor demokratiske tidsalder er et jammerligt intermezzo mellem to store aristokratiske epoker:
Sværdets feudale aristokrati og åndens sociale aristokrati. Feudalaristokratiet er i forfald, åndsaristokratiet er i færd med at rejse sig. Tiden imellem kalder vi demokratisk, men i virkeligheden er den styret af pengenes pseudo-aristokrati". 
Krige og revolutioner har systematisk undergravet det europæiske aristokrati. Den nye jødiske herrerace er i færd med at danne det nye åndsaristokrati. Indtil det er i stand til at påtage sig opgaven, lever vi i den illusion som kaldes demokrati, men som i virkeligheden styres af penge. 
I middelalderen beherskede ridderne – feudalaristokratiet – Europa. Krudt og blæk har afvæbnet det. Dermed kan det nye åndsaristokrati vinde frem.
"Demokrati beror på den optimistiske forudsætning, at et folkeflertal skal være i stand til at opdage og vælge sin åndsadel."
Igen: Demokrati har ingen mening i sig selv og kan ikke føre andet end kaos med sig. 
Åndsaristokratiet vinder over sværdaristokratiet i tre etaper:
- Absolutismens sejr over feudalismen
- Den franske revolution brød med blodadelen
- Bolsjevismens sejr over det plutokratiske demokrati

"Kampen mellem kapitalisme og kommunisme om arven efter den besejrede blodadel er den sejrrige blodadels broderkrig, en kamp mellem individualistisk og socialistisk, egoistisk og altruistisk, hedensk og kristen ånd. Generalstaben for begge partier rekrutteres fra Europas åndelige førerrace: Jødedommen. Kapitalisme og kommunisme er begge rationalistiske, begge mekanistiske, begge abstrakte, begge urbane. Sværdadelen har endelig udspillet sin rolle."

### Adelsdæmring
"Som tiden gik, blev blodadelen forgiftet af hofatmosfæren, åndsadelen af kapitalismen." Blodadelen med sine riddere satte en gang sin ære i at beskytte sine borgere og bønder mod fjender og ubønhørlige herskere. Krudtet udryddede næsten blodadelen og de sidste rester blev tjenere ved kongens hof som i Versailles under Ludwig den XIV. Den franske revolution fuldendte bare hans værk ved at fravriste blodadelen de resterende rettigheder. 
Tysklands hjerneadel, som engang kæmpede mod absolutismen og feudalisme, er sunket ned og blevet reaktionære modstandere af åndelig og politisk fornyelse. I stedet blev de fortalere for militarisme, nationalisme, antisemitisme, alkoholisme, alt sammen kampråb mod ånden. Dermed har den akademiske intelligens forrådt opgaven med den nye åndsadel. 
"Demokrati opstod af forlegenhed: Ikke fordi menneskene ikke ville have en adelsstand, men fordi de ikke fandt nogen. Så snart en ny adel konstituerer sig, vil demokrati forsvinde af sig selv." Grev Coudenhove-Kalergi mener altså, at vi befinder os i et kulturhistorisk dødvande, som vil vare indtil en ny adel, og her henspejler han entydigt på den nye jødiske herrerace, kan udfolde sig. 
Heller ikke medierne har grev Coudenhove-Kalergi meget pænt at sige om. De, som skulle have været førere og lærere for masserne, nedværdigede sig og blev slaver for kapitalen og bidrog dermed til en udvanding af den politiske og kunstneriske smag. «Som antikkens retoriker står den moderne journalist i centrum af statsapparatet: Han bevæger vælgerne, vælgerne bevæger politikerne, politikerne ministrene. Således tilfalder der journalisterne det største ansvar for det politiske liv: Og netop han, som typisk repræsentant for urban karakterløshed, føler sig som regel fri for enhver forpligtelse og ansvar."
"Skole og presse er de to steder, hvorfra verden kunne fornyes og forædles uden magt og blodsudgydelse. Skolen ernærer og forgifter børnesjælen; pressen ernærer og forgifter den voksnes sjæl. Skole og presse er i dag begge i en u-åndelig intelligentsias hænder: På ny at bringe dem ind under åndens vinger er den højeste opgave for en ideal politik, for enhver ideal revolution."
Politikere og journalister har solgt deres sjæl til pengene, kapitalismen. Dermed føjer deres agenda sig efter pengene. Resultatet er en undervisning og en presse, som ikke længere er fri og uafhængig, men må regnes som propaganda. Således har netop også Øst og Vest (f.eks. Øst- og Vesttyskland) beskyldt hverandre for historieforfalskning. 
Således undlod begge aristokratier at opfylde de pligter, som fulgte med de fordele de havde. De vadede i magt og penge, men undlod at være gode forbilleder og førere for sine medmennesker. 
"Det er en historisk nemesis, at den store syndflod, som tager sit udgangspunkt i Rusland, på en ublodig- såvel som på en blodig måde renser verden for tyranner, som prøver at beholde sine fordele, mens de for længst har mistet forudsætningerne for dem."

### Plutokrati
En tredje menneskegruppe har midlertidigt tilranet sig magten i vakuummet efter den afdankede ånds- og blodsadel: Kapitalisterne. De ejer pressen og køber politikerne og ministrene med sin avancerede lobbyvirksomhed. Plutokraterne har ikke folkets tillid og kunne aldrig styre direkte. Derfor måtte de opfinde hele kagepynten som det moderne demokrati i dag udgør. 
Fordi kapitalisterne som aristokrati lider af etisk og åndeligt underskud klarer de ikke at skabe sunde forbilleder og kunst. Deres plumphed gennemskues af folket og derfor kan deres herredømme ikke vare særlig længe. 
Hvor kapitalisten før ejede råvarer og produktionsanlæg så ejer han i dag aktier. Hvor kapitalisterne før var næringslivets førere, i dag er de bare parasitter. 
"Den russiske revolution betyder starten på enden for den plutokratiske storhedstid. Selv om Lenin skulle falde, vil hans skygge beherske det tyvende århundrede på samme måde som den franske revolution bestemte udviklingen af det nittende, selv om den brød sammen: Bare angsten for en gentagelse af den jakobinske terror kunne få det kontinentale Europa til at give afkald på feudalismen og absolutismen frivilligt. 
Den bolsjevikiske terrors damoklessværd vil derfor hurtigere blødgøre plutokraternes hjerter for sociale krav end to tusinde års kristent evangelium." 

### Blodadel og fremtidsadel
"Eudämonistische Politik kann demokratisch – evolutionistische Politik muß aristokratisch sein."
Demokrati kan i bedste fald ikke føre til andet end at plastre lidt på sårene, forhindre smerte. Skal der føres en langsigtet politik er man afhængig af et aristokrati. 
Adel opstår der, hvor legemlig, sjælelig og åndelig skønhed avles frem gennem generationer. 
Fordi resterne af både blod- og åndsadel er blevet korrupte, lever vi i en tid med alt for få store personligheder. Dermed savner menneskeheden førere, lærere, vejvisere. Men vi behøver ikke fortvivle. For der er to kvalitetsracer, som skiller sig ud af mængden: Blodadelen og jødedommen. Begge holder fast på sin tro på egen mission, sit bedre blod og sidst, men ikke mindst er de begge overbevist om sin egen overlegenhed. Det har blodadelen haft som privilegium, jødedommen som en dårlig skjult hemmelighed. I dele af disse to ædle racer ligger fremtidshåbet: I dem af blodadelen, som ikke lod sig købe af hoffet, i dem af den jødiske hjerneadel, som ikke lod sig købe af kapitalen. Her nævnes et eksempel på en vellykket begyndelse: Lenin, en mand af landlig adel, og Trotzki, jødisk litterat, forsonede modsætningen mellem karakter og ånd, land og by osv. 
Ved hjælp af moderne opdragelse er det måske muligt at forvandle elementer af bondestanden, landadelen, til at bidrage til dannelsen af fremtidens adel.

### Jødedom og fremtidsadel
For 2.000 år siden var jødedommen et religiøst fællesskab bestående af mange etniske grupperinger, ikke mindst khazarerne. Derefter lukkede de sig mere og mere af fra de andre folk og fremstår i dag som det mest blandede frem til for 1.000 år siden og det mest indavlede de sidste 1.000 år. De ufattelige forfølgelser, som jødedommen måtte tåle fra det kristne Europa, sørgede nådesløst for at sortere de svage elementer ud, og i stedet for at udrydde jødedommen er den blevet avlet frem til at blive fremtidens førernation. 
"Således har Forsynet ved Guds Nåde skænket Europa en ny adelsrace ..» «Ikke: Jødedommen er den nye adel; men: Af jødedommens skød skal en ny åndelig europæisk adel fremstå; kernen om hvilken en ny åndelig adel skal gruppere sig."
Det er altså ikke alt, som kalder sig jødisk, som skal forme den nye herrerace. For hvor der er meget lys er der også meget skygge: Repræsentanterne for den korrupte hjerneadel, for kapitalisme, journalistik og litteratur er overvejende jøder. 
Men den nye race er i færd med at forme sig. Den østeuropæiske revolutions helte og martyrer baner vejen med stort mod og alt overragende åndskraft. De vil forløse menneskeheden og give den nyt liv ved sin ejendommelige syntese af religiøse og politiske elementer. 
Jødedommen har skænket de arveløse europæiske folk rigere end nogen andre med sine to forsøg på forløsning: Først med grundlaget for kristendommen og nu socialismen. Ingen andre folk har frembragt så mange storartede mænd som jødedommen: ".. med Einstein i spidsen af moderne videnskab; med Mahler i spidsen for moderne musik, med Bergson i spidsen af moderne filosofi; med Trotzki i spidsen for moderne politik."
Et væsentligt problem for den nye races fremvækst er antisemitismen. Den har to vigtige årsager: Det ene er de allerede nævnte korrupte jødiske kapitalister og journalister, som opfattes umoralske. Det andet er at årtusinders slaveri har frataget jøderne herremenneskenes fremfærd. Derfor modsætter det europæiske instinkt at underkaste sig jødedommen som adelsrace. 
Men det er bare et spørgsmål om tid, så kommer det. På den anden side forvandles også det europæiske ideal fra det krigerske til et mere fredeligt. Et pacifistisk og socialistisk Europa vil snart foretrække præster frem for herskere. Førere, opdragere og forbilleder behøver Europa. "I et orientalsk Europa vil fremtidsaristokraterne mere ligne brahmaner end mandariner."

### Et blik fremover
Fremtidens adelige vil avles frem af de bedste elementer af landadelen med fuldendt fysiognomi og motorik og af byadelen med gennemsjælede øjne og hænder. Før byggede adelen på kvantitet, på antallet af forfædre. Fremtidens adel bygger på kvalitet, på den personlige fuldkommenhed, som kommer til udtryk i legeme, sjæl og ånd. 
I den mellemtilstand, vi lever i nu, er den gamle adel ved at erstattes af enkeltstående, fremragende personligheder. Mere og mere vil de danne den nye adel ved en slags erotisk eugenik. Den højt udviklede og flotte mand vil tiltrække sig og kunne vælge mellem skønne og kloge kvinder. Den plumpe og afstumpede derimod, vil tiltrække sig plumpe og afstumpede kvinder og måtte vælge mellem dem. 
"Socialismens højeste mission ligger i den sociale eugenik, ved at den først afskaffede adelen og udlignede forskellene mellem mennesker for derefter at fremavle den nye adel og således kommer til at finde sit højdepunkt i differentiering af menneskeheden. Fra uretmæssig forskellighed, via lighed til retmæssig forskellighed over pseudo-aristokratiets ruiner til den ægte, nye adel."